# Librăria Școalelor Naționale
Librăria Școalelor Naționale a fost prima librărie din București. Ea a fost înființată în 1854 de librarul Iosif Romanov care s-a asociat cu institutorul Hristache Ioanin de la Școala de pe lângă Biserica Oțetari. Librăria era situată pe ulița Lipscani, la numarul 23 și era specializată în difuzarea cărților școlare în toate regiunile locuite de români. 